# Монровія (Каліфорнія)
Монровія (англ. Monrovia) — місто (англ. city), розташоване в передгір'ї Сан-Габріель в США, в окрузі Лос-Анджелес штату Каліфорнія. Населення — 37 931 особа (2020).
Монровія широко використовується для зйомок багатьох телевізійних шоу, фільмів та рекламних роликів.

## Географія
Монровія розташована за координатами 34°9′50″ пн. ш. 117°59′5″ зх. д. / 34.16389° пн. ш. 117.98472° зх. д. (34.164021, -117.984622).  За даними Бюро перепису населення США в 2010 році місто мало площу 35,52 км², з яких 35,24 км² — суходіл та 0,28 км² — водойми.

## Демографія

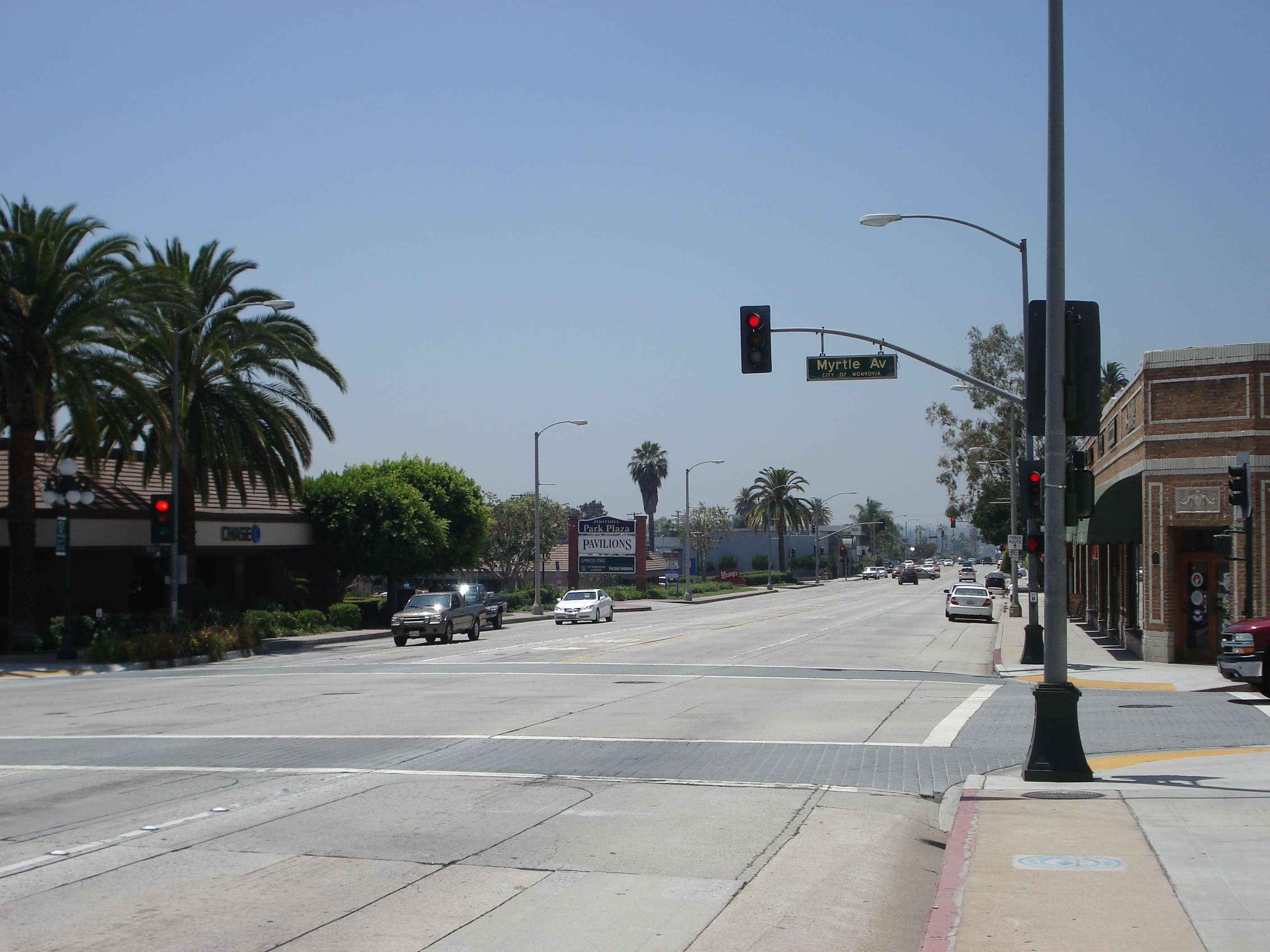
Бульвар Футхілл в Монровії

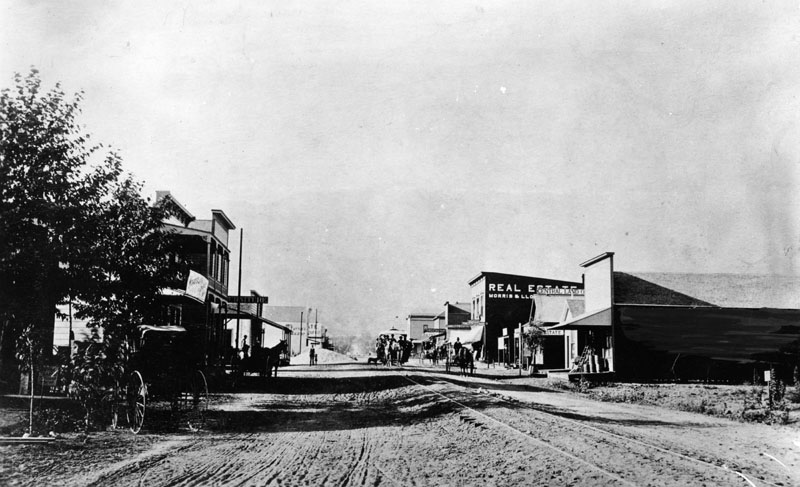
Монровія, 1886 рік

Згідно з переписом 2010 року, у місті мешкало 36 590 осіб у 13 762 домогосподарствах у складі 9146 родин. Густота населення становила 1030 осіб/км².  Було 14473 помешкання (407/км²).
Расовий склад населення:
| - 59,9 % — білих - 11,2 % — азіатів - 6,8 % — чорних або афроамериканців - 0,8 % — корінних американців - 0,2 % — вихідців з тихоокеанських островів - 15,9 % — осіб інших рас |

До двох чи більше рас належало 5,1 %. Частка іспаномовних становила 38,4 % від усіх жителів.
За віковим діапазоном населення розподілялося таким чином: 23,3 % — особи молодші 18 років, 65,1 % — особи у віці 18—64 років, 11,6 % — особи у віці 65 років та старші. Медіана віку мешканця становила 37,9 року. На 100 осіб жіночої статі у місті припадало 91,6 чоловіків;  на 100 жінок у віці від 18 років та старших — 87,0 чоловіків також старших 18 років.
Середній дохід на одне домашнє господарство  становив 93 460 доларів США (медіана — 70 358), а середній дохід на одну сім'ю — 108 037 доларів (медіана — 81 650). Медіана доходів становила 54 167 доларів для чоловіків та 46 427 доларів для жінок. За межею бідності перебувало 10,1 % осіб, у тому числі 11,1 % дітей у віці до 18 років та 9,1 % осіб у віці 65 років та старших.
Цивільне працевлаштоване населення становило 19 392 особи. Основні галузі зайнятості: освіта, охорона здоров'я та соціальна допомога — 23,1 %, науковці, спеціалісти, менеджери — 13,1 %, роздрібна торгівля — 10,5 %, мистецтво, розваги та відпочинок — 10,0 %.

## Транспорт
Через Монровію проходять кілька основних доріг, у тому числі Футхілл Бульвар та Хантінгтон Драйв. В місті так само походить Інтерстейт .